# Euchlaenidia erconvalda
Euchlaenidia erconvalda är en fjärilsart som beskrevs av William Schaus 1933. Euchlaenidia erconvalda ingår i släktet Euchlaenidia och familjen björnspinnare. Inga underarter finns listade i Catalogue of Life.